# Комеда, Кшиштоф
Кши́штоф Коме́да (пол. Krzysztof Komeda, настоящая фамилия Тшчиньский (пол. Trzciński); 27 апреля 1931 или 27 апреля 1937, Познань, Польша — 23 апреля 1969, Варшава, Польша) — польский пианист и композитор, который считается родоначальником национальной школы джаза. Написал музыку к 70 фильмам.

## Биография

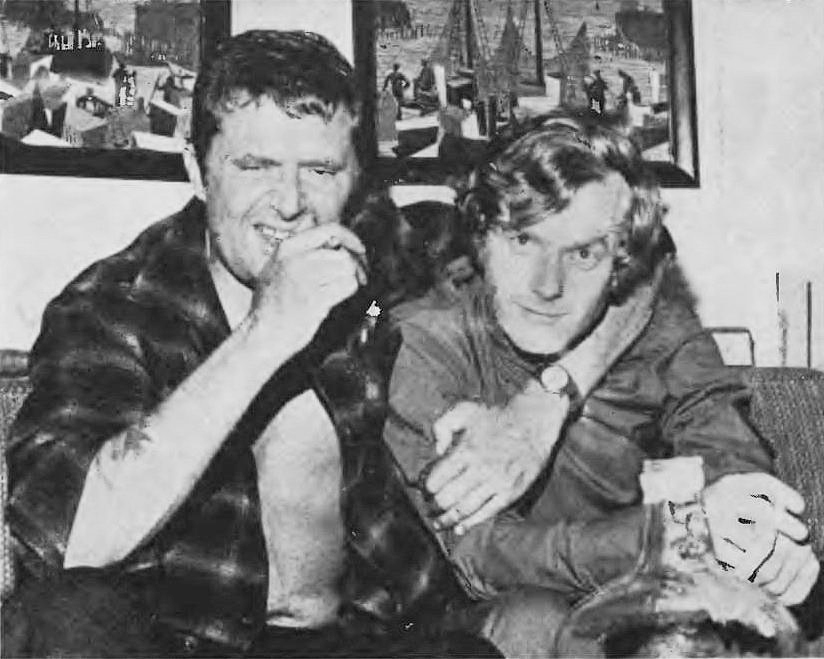
С Мареком Хласко (слева)

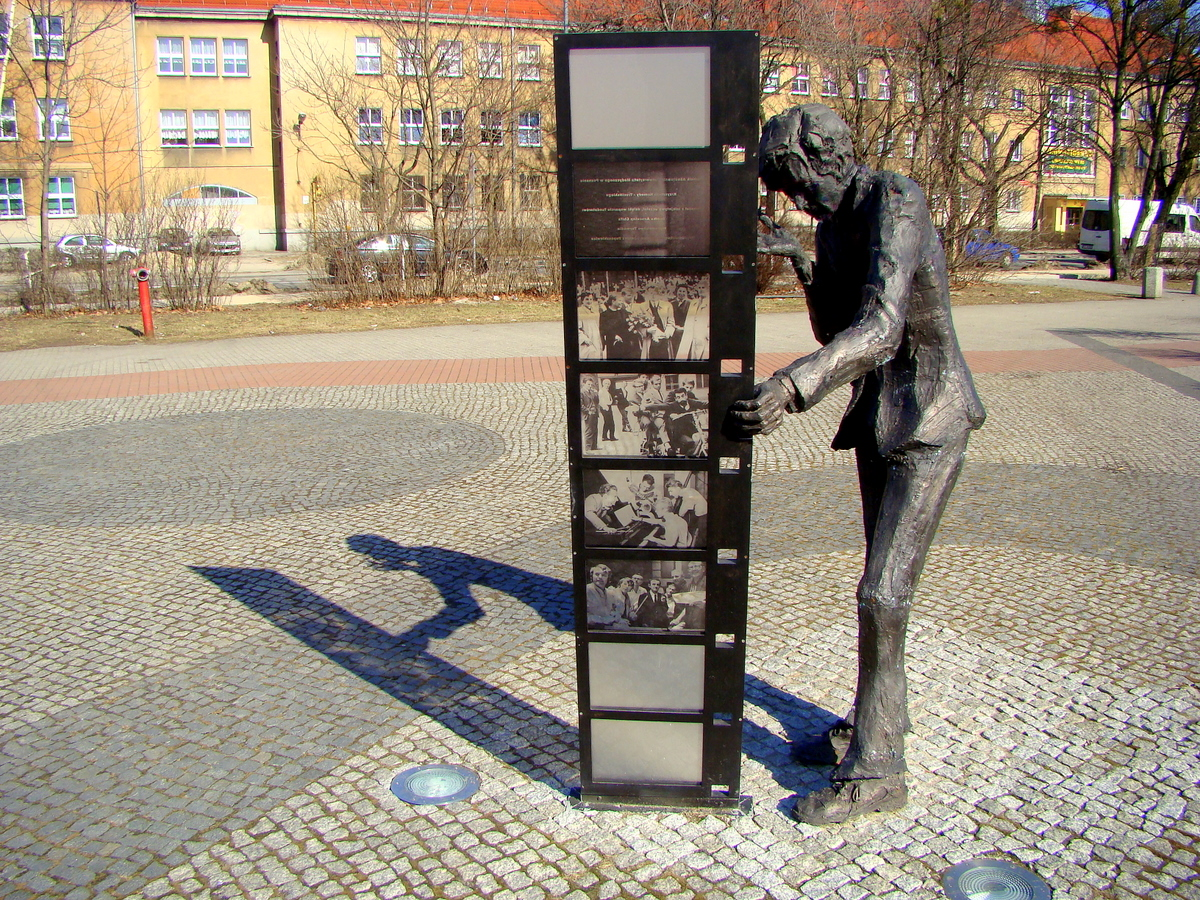
Памятник Комеде в Познани

С четырёх лет брал уроки игры на фортепиано. В возрасте восьми лет был принят в Познанскую консерваторию, но начавшаяся Вторая мировая война помешала его музыкальному образованию. В годы войны он частным образом обучался игре на фортепиано в Ченстохове, куда их семья переехала в первые дни войны, а после её окончания, до 1950 года, изучал теорию музыки в государственной школе. Ребёнком, играя в войну, он написал на стене слово комеда, которое ассоциировал с военным объектом.
После окончания средней школы начал (по настоянию матери) учиться в Медицинской академии в Познани, выбрав отоларинтологию, желая продолжить свое образование в области фониатрии. Во время учёбы в Острув-Велькопольском его интересы были сосредоточены на легкой и танцевальной музыке. Там он встретил Витольда Куявски, выпускника той же школы, известного свинг-басиста. Куявский познакомил Комеду-Тржински с джазом и уговорил их отправиться в музыкальные поездки в Краков. В маленькой квартире Куявского в Кракове (до 1956 года публичное исполнение джаза было запрещено коммунистическими властями, поскольку музыка несовместима с доминирующими правилами социалистического реализма в культуре) проводились джем-сейшны с такими музыкантами, как Матушкевич, Боровец и Валашек. После двух лет обучения он прервал учёбу медицине, которую, однако, закончил, получив диплом врача в 1956 году. Именно в этот период он начал использовать псевдоним Комеда, желая скрыть свое увлечение джазовой музыкой от начальства и сотрудников. К джазу, несмотря на «оттепель» октября 1956 года, власти все ещё относились очень недоверчиво. В 1950-х за исполнение джаза в развлекательных заведениях Познани Кшиштоф был исключен из Польской ассоциации молодежи.
Первая известность к нему пришла на Первом джазовом фестивале в Сопоте в 1956 году.
В 1956—1962 годах успешно участвовал в музыкальных фестивалях в Москве, Гренобле и Париже. Настоящий успех ему принёс альбом «Astigmatic» (1965) и музыка, написанная к фильмам Романа Полански, — «Нож в воде», «Тупик», «Бал вампиров».
Другие работы — «Невинные чародеи» (1960), «Приговор» (1961), «Беспокойная племянница» (1963),  «Прерванный полёт» (1964).
С 1968 года жил в Лос-Анджелесе, где писал музыку к фильмам «Ребёнок Розмари» Романа Полански и «Бунт» Базза Кулика. В декабре того же года возвращался домой в компании писателя Марека Хласко в состоянии алкогольного опьянения. Хласко случайно столкнул Комеду вниз по склону. Комеда получил тяжёлое сотрясение мозга и вскоре впал в кому. Был оперирован в Варшаве, но скончался. Хласко, испытывавший чувство вины за смерть друга, покончил с собой в июне 1969 года.

## Память
В Слупске ежегодно проходит фестиваль джазовых композиторов памяти Кшиштофа Комеды.